# 跡田直一
跡田 直一（あとだ なおいち、明治3年10月4日（1870年10月28日） - 昭和10年（1935年）7月17日）は日本の実業家。

## 人物
1870年10月、大分県に跡田善策の長男として生まれる。1893年法學院（現・中央大学）を卒業し、逓信省鉄道局（後に鉄道省を経て日本国有鉄道の前身となる）に入省。1910年名古屋運輸事務所長（戦後の名古屋鉄道管理局長に相当）に就任。
1912年、名古屋電気鉄道（現名古屋鉄道の前身）の経営陣に請われ、官職を辞して支配人（現在の鉄道部長に相当）に就任。以後は1920年に同社取締役、1921年の（旧）名古屋鉄道（名古屋電気鉄道の郊外線部門を分社化）発足時も、引き続き取締役兼支配人を務め、1925年には常務取締役、1933年には取締役社長（当時の社名は名岐鉄道）に就任。
1935年の愛知電気鉄道との合併交渉を取り仕切り、新生「名古屋鉄道」の初代社長に就任予定であったが、合併日（8月1日）を目前に病死。
なお五男・跡田禎三も早稲田大学卒業後に名鉄入社、濃飛乗合自動車の再建に携わった後、1979年から1994年まで岐阜乗合自動車社長を務めた（1994年7月1日死去）。
跡田直澄京都学園大学教授は、直一の孫にあたる。